# ديفيد فلورنسا
ديفيد فلورنسا (بالإنجليزية: David Florence)‏ هو راكب الكنو بريطاني، ولد في 8 أغسطس 1982 في أبردين في المملكة المتحدة.

## وصلات خارجية
- ديفيد فلورنسا على موقع الاتحاد الدولي للكانو (الإنجليزية)
- ديفيد فلورنسا على موقع اللجنة الأولمبية الدولية (الإنجليزية)
- ديفيد فلورنسا على موقع أوليمبيديا (الإنجليزية)
- ديفيد فلورنسا على موقع اللجنة الأولمبية البريطانية (الإنجليزية)